# Morbid Angel
Morbid Angel est un groupe de death metal américain originaire de Tampa, Floride. Le périodique musical britannique Terrorizer classe leur premier album, Altars of Madness en 1989, à la première place de son « Top 40 des meilleurs albums de death ». Decibel Magazine classe également le guitariste Trey Azagthoth à la première place des « meilleurs guitaristes de death metal ». Les chansons du groupe sont complexes dans leur arrangement musical, mené par Azagthoth et le batteur Pete Sandoval, également membre du groupe de grindcore Terrorizer. Selon Nielsen SoundScan, Morbid Angel est le troisième groupe de death metal le plus rentable aux États-Unis (après Cannibal Corpse et Deicide jusqu'en 2003), avec des ventes surpassant les 445 000 exemplaires. Leur troisième album, Covenant, est l'album de death metal le mieux vendu de la période Soundscan, avec plus de 150 000 exemplaires écoulés. Le groupe a la particularité de nommer chacun de ses albums en suivant l'ordre alphabétique.

## Biographie
Morbid Angel est formé à Tampa, Floride, en 1984 par le guitariste Trey Azagthoth. Leur musique est un mélange, rare dans son genre, de complexité et de brutalité. C'est l'un des groupes phares du genre death metal avec les groupes Possessed, Obituary et Death.
En 1986, le groupe commence à enregistrer des démos en studio, finalement publiées plusieurs années plus tard sur l'album autoproduit Abominations of Desolation. Cependant, le groupe n'était pas satisfait de cet enregistrement, qui fut finalement édité en 1991, mais est à considérer selon Trey Azagthoth comme une démo et non comme un album. Le premier album studio officiel du groupe est Altars of Madness, sorti en 1989, qui a obtenu un immense succès sur la scène metal. Cet album fait gagner le groupe en popularité et marque en même temps l'émancipation complète du genre death metal par rapport à ses origines et influences thrash metal. L'opus suivant, Blessed are the Sick, sort en 1991, et marque un virage au niveau des thèmes du groupe. En effet, les paroles d'Altars of Madness sont centrées sur le satanisme, l'occultisme et l'antichristianisme, alors que les celles de son successeur incluent des références à la mythologie mésopotamienne, thème qui deviendra de plus en plus présent au fil des albums. Ce disque confirmera le succès grandissant du groupe, ainsi que le début de la reconnaissance populaire du genre. L'album Covenant, sorti en 1993, est le plus grand succès commercial du groupe et un des plus grands succès pour un album de death metal tous groupes confondus. Il se vend à plus de 127 000 exemplaires rien qu'aux États-Unis et à plus de 500 000 exemplaires dans le monde, un chiffre record pour ce style de musique. L'année 1996 marque le départ de David Vincent, chanteur et bassiste du groupe, quelques mois après la sortie du quatrième album, Domination ; il sera alors remplacé par Steve Tucker jusqu'en 2003.
Le groupe fait paraître son cinquième album, Formulas Fatal to the Flesh, le 24 février 1998, qui n'arrivera pas à convaincre les fans de l'époque encore touchés par le départ de Vincent. Morbid Angel se repopularise avec Gateways to Annihilation, sorti en octobre 2000 ; cet album est toujours considéré[Par qui ?] comme l'un des meilleurs albums du groupe[réf. nécessaire]. En septembre 2003, le groupe fait paraître son dernier album avec Tucker, Heretic, album jugé faible par les fans et rangé parmi les moins bons de leur discographie[réf. nécessaire]. En 2004, Vincent revient au sein de Morbid Angel. L'apparition du groupe dans quelques festivals européens en milieu 2008 est annoncée comme « une courte pause concernant l'écriture et la pré-production de leur nouveau huitième album. » En mai 2008, Thor Anders Myhren (Destructhor) de Zyklon et Myrkskog est annoncé comme le nouveau guitariste du groupe et fera ses débuts dans leur nouvel album.
En 2010, le batteur Pete Sandoval, membre depuis 1988, fut remplacé par Tim Yeung à cause d'un problème au dos qui l'a empêché de jouer pendant de nombreux mois.
L'album suivant, intitulé Illud Divinum Insanus, sort le 1er avril 2011. Il est malheureusement un immense échec critique et deviendra l'un des albums les plus controversés de l'histoire du metal (tout style confondu)[réf. nécessaire]. L'album mélange death metal et majoritairement musique electro.
Le 15 juin 2015, Tim Yeung annonce son départ du groupe pour des raisons financières. Trois jours plus tard, Destructhor annonce également son départ du fait que le groupe souhaiterait travailler avec quelqu'un de plus local. Le lendemain, David Vincent annonce lui aussi son départ pour cause de divergences musicales.
En janvier 2017 le groupe recrute le batteur Scott Fuller et le guitariste Dan Vadim Von, et annonce être en plein enregistrement de leur nouvel album qui sortira dans le courant de l'année.

## Membres

### Membres actuels
- Trey Azagthoth – guitare, clavier, chœur (depuis 1984)
- Steve Tucker – chant, guitare basse (1997–2001, 2002–2004, depuis 2015)
- Scott Fuller – batterie (depuis 2017)
- Dan Vadim Von - guitare (depuis 2017)

### Anciens membres
- Dallas Ward – guitare basse, chant (1984–1985)
- Mike Browning – batterie, percussions, chant (1984–1986)
- Kenny Bamber – chant (1985)
- John Ortega – guitare basse (1985–1986)
- Richard Brunelle – guitare (1985–1992, 1994, 1998) (décédé)
- Sterling Von Scarborough – guitare basse (1986) (décédé)
- Wayne Hartsell – batterie (1986–1988)
- David Vincent – chant, guitare basse (1986–1996, 2004-2015)
- Pete Sandoval – batterie, percussions (1988–2010)
- Erik Rutan – guitare, clavier (1993–1996, 1998–2002, 2006)
- Jared Anderson – chant, guitare basse (2001–2002) (décédé)
- Tony Norman – guitare (2003–2006)
- Tim Yeung – batterie (2010-2015)
- Destructhor – guitare (2008-2015)

## Discographie

### Albums studio
- 1989 : Altars of Madness
- 1991 : Blessed are the Sick
- 1993 : Covenant
- 1995 : Domination
- 1996 : Entangled in Chaos (Live)
- 1998 : Formulas Fatal to the Flesh
- 2000 : Gateways to Annihilation
- 2003 : Heretic
- 2011 : Illud Divinum Insanus
- 2015 : Juvenilia (Live)
- 2017 : Kingdoms Disdained

### Autres albums
- 1986 : Abominations of Desolation (démo rééditée en 1991)
- 1994 : Laibach Re-mixes (remix)
- 1999 : Love of Lava (bonus de Formulas Fatal To The Flesh)